# Scooby-Doo in Arabian Nights
Arabian Nights (op VHS en dvd uitgegeven als Scooby-Doo in Arabian Nights) is een Amerikaanse televisiefilm geproduceerd door Hanna-Barbera Cartoons. De film werd voor het eerst uitgezonden op TBS in 1994. De film is een bewerking van Duizend-en-één-nacht.
In de film doen meerdere bekende Hanna-Barbera personages mee, waaronder die van Scooby-Doo en Yogi Bear.

## Verhaal
Shaggy en Scooby-Doo worden ingehuurd als koninklijke voorproevers voor een jonge Arabische prins. Dit is een baan die het duo onmogelijk kan weigeren. Shaggy en Scooby gaan echter uit hun dak zodra ze het eten zien, en in plaats van een beetje te proeven eten ze alles op. Woedend stuurt de prins zijn wachters achter Scooby en Shaggy aan.
Shaggy vermomt zich als haremdame om aan de wachters te ontkomen. Hij wordt echter meegenomen naar de prins. Om niet door de mand te vallen besluit Shaggy de prins snel in slaap te helpen door twee klassieke verhalen te vertellen: Aladin en de wonderlamp (maar dan met een vrouw genaamd Ali-adin in de hoofdrol, en met Yogi Bear en Boo-Boo als haar djinns) en Sinbad de zeeman (met Magilla Gorilla in de hoofdrol).

## Rolverdeling
| Acteur        | Personage              |
| ------------- | ---------------------- |
| Casey Kasem   | Shaggy Rogers          |
| Don Messick   | Scooby-Doo / Boo-Boo   |
| Allan Melvin  | Sinbad/Magilla Gorilla |
| Greg Burson   | Yogi Bear              |
| Jennifer Hale | Ali-adin               |
| Eddie Deezen  | Caliph                 |

## Trivia
- Dit is de laatste animatieproductie van Hanna-Barbera met Scooby-Doo, Yogi Bear en Magilla Gorilla.
- Deze film is getekend in de stijl van een klassieke Warner Bros. tekenfilm in plaats van de Hanna-Barbera stijl.
- Deze film wordt door fans gezien als de slechtste Scooby-Doo film ooit; vooral vanwege de andere tekenstijl en omdat Scooby en Shaggy maar heel even in de film meedoen.